# Spilocuscus
Spilocuscus és un gènere de pòssums nocturns de mida mitjana-gran de la família dels falangèrids, que es caracteritzen per la seva viva coloració. És un dels quatre gèneres els membres dels quals s'anomenen vulgarment cuscussos. N'hi ha cinc espècies repartides per Indonèsia, Papua Nova Guinea i el nord d'Austràlia. Quatre d'aquestes espècies estan amenaçades en major o menor mesura i dues d'elles (S. wilsoni i el cuscús roig-i-negre) es troben en perill crític d'extinció.

## Taxonomia i distribució
Fins al 1979, les espècies de cuscús tacat eren classificades dins el gènere Phalanger, del qual foren separades per G. G. George. Tanmateix, el gènere Spilocuscus ja havia estat creat pel naturalista anglès John Edward Gray el 1862. La separació del gènere Spilocuscus de Phalanger es feu sobre la base de característiques del crani, la dentadura i el sistema integumentari i des d'aleshores ha estat confirmada per estudis d'hibridització de l'ADN i de les seqüències d'ADNmt. Junts, els gèneres Phalanger i Spilocuscus formen la tribu Phalangerini. Fora d'aquesta tribu, el gènere més proper és Strigocuscus, dins de la tribu Trichosurini.
|              | Trichosurini                                                |
|              |                                                             |
| Phalangerini | \| \| Phalanger \| \| \| \| \| \| ––Spilocuscus \| \| \| \| |
|              | \| \| Phalanger \| \| \| \| \| \| ––Spilocuscus \| \| \| \| |
|              | Phalanger                                                   |
|              |                                                             |
|              | ––Spilocuscus                                               |
|              |                                                             |

|  | Phalanger     |
|  |               |
|  | ––Spilocuscus |
|  |               |

|              | Trichosurini                                                |
|              |                                                             |
| Phalangerini | \| \| Phalanger \| \| \| \| \| \| ––Spilocuscus \| \| \| \| |
|              | \| \| Phalanger \| \| \| \| \| \| ––Spilocuscus \| \| \| \| |
|              | Phalanger                                                   |
|              |                                                             |
|              | ––Spilocuscus                                               |
|              |                                                             |

|  | Phalanger     |
|  |               |
|  | ––Spilocuscus |
|  |               |

Existeixen cinc espècies de Spilocuscus:
- Spilocuscus kraemeri, de les illes de l'Almirallat
- Spilocuscus maculatus, de les Moluques meridionals, Nova Guinea i la península del Cap York
- Spilocuscus papuensis, de l'illa Waigeo
- Spilocuscus rufoniger, de parts del nord de Nova Guinea
- Spilocuscus wilsoni, de les illes de Biak i Supiori

Les espècies d'aquest gènere també viuen en nombroses illes de Melanèsia, com ara Yapen, Misool, Salawati, l'arxipèlag de Bismarck, les illes Kai i les illes Aru. La subespècie S. maculatus chrysorrhos també es dona a l'illa de Salayer, on fou introduïda pels humans, i a les illes Moluques, on podria ser una subespècie nadiua o introduïda. Es debat si els cuscussos s'originaren a Austràlia i aleshores migraren a Nova Guinea i Melanèsia, o si fou a l'inrevés. Es creu que al llarg dels últims milions d'anys hi ha hagut ones de migració durant períodes en què el nivell del mar era baix i quedaren exposades parts del fons marí de l'estret de Torres.
Tot i que S. kraemeri viu actualment a les illes de l'Almirallat, la seva absència del registre fòssil d'aquestes illes ha conduït els científics a pensar que té un origen diferent i podria ser que hagués estat introduïda a aquestes illes en època prehistòrica. La població original podria haver provingut de Nova Bretanya.
Els Spilocuscus viuen en selves pluvials, manglars, boscos de fusta dura i boscos d'eucaliptus per sota de 1.200 metres per sobre el nivell del mar. Totes les espècies estan restringides a medis de selva pluvial, tret del cuscús tacat, que també habita en boscos àrids temperats i alpins.

## Descripció

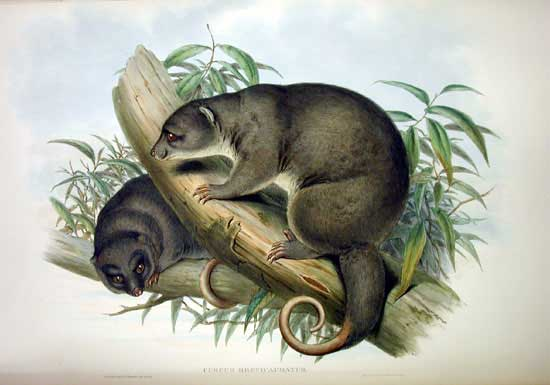
Il·lustració de Spilocuscus maculatus, de John Gould

Les espècies de Spilocuscus tenen una mida relativament gran en comparació amb els altres cuscussos. La seva llargada corporal és de 338-640 mm, la cua fa 315-590 mm i el pes dels animals varia entre dos i set quilograms. Sembla que S. wilsoni és l'espècie més petita, però no es pot determinar amb certesa perquè els únics espècimens ben conservats d'aquesta espècie són d'individus immadurs. D'altra banda, el cuscús roig-i-negre és l'espècie més grossa, no només de Spilocuscus, sinó de tots els falangèrids. A diferència d'altres espècies properes, els Spilocuscus presenten dimorfisme sexual tant en les dimensions (les femelles solen ser més grosses que els mascles) com en la coloració (cada sexe té un color diferent, sent S. papuensis el que presenta menys diferències i S. rufoniger i S. kraemeri els que en presenten més). Mentre van creixent, les cries van patint una sèrie de canvis de coloració.
Com ho indica el seu nom, una de les característiques més destacables d'aquest animal són les taques que decoren el seu pelatge. Les taques estan presents en totes les femelles i en els mascles adults, però alguns mascles immadurs poden no tenir-ne. Excepte S. maculatus, les espècies presenten una ratlla dorsal al pelatge.

, l'espècie de cuscús tacat descrita més recentment

L'orella externa està coberta amb pèl per la part interna, cosa que no és fàcil de veure a causa del pelatge de l'animal. Els ulls són grossos, estant adaptats per un estil de vida eminentment nocturn i tenen les pupil·les en forma d'escletxa vertical (semblant als gats). Els iris són de color marró o color mel en totes les espècies tret de S. wilsoni, que els té de color blau-verd, tot i que Jentink recollí el cas d'un cuscús tacat de l'illa Waigeo amb iris de color vermell-carmí. Es tracta d'un marsupial amb un musell curt i puntat i les femelles disposen de quatre mamelles (tot i que el nombre habitual de cries per ventrada és d'entre una i tres). El marsupi està ben desenvolupat i té l'obertura a la part frontal.
El primer i el segon dit de cada mà són oposables (es poden plegar envers els altres dits, com els polzes dels humans), cosa que ajuda els Spilocuscus a agafar-se a les branques dels arbres als quals s'enfilen. Les urpes de les potes anteriors són corbades i estan ben afilades per ajudar a escalar. En canvi, les potes posteriors manquen d'urpa, el primer dit està oposat als altres i els dits II i III són petits i estan fusionats. La cua també resulta útil per agafar-se, car és prènsil i està dotada de calls que en milloren l'adherència.

## Comportament i reproducció
Els Spilocuscus són animals arborícoles nocturns i tímids, coneguts pels seus moviments lents. Es passen les hores del dia reposant en una branca de dosser. La seva dieta es compon de fruites, flors, fulles i a vegades també ous, tot i que les seves llargues dents canines han estat interpretades com a prova d'un cert grau de carnivorisme i els exemplars en captivitat es mengen pollastre i menjar de gos en llauna. Exceptuant les mares que viuen amb les seves cries, són animals solitaris. Els mascles són especialment agressius i no se'ls pot mantenir junts en captivitat, per evitar que es barallin entre ells. Solen marcar el seu territori per mantenir a ratlla els altres mascles, emetent una penetrant olor de mesc tant del seu cos com de les excrecions de les seves glàndules odoríferes. Deixen saliva a les branques i branquillons dels arbres per informar els altres del seu territori i mitjançar les interaccions socials. Si troben un altre mascle a la seva àrea, fan lladrucs, refilets i xiscles i es posen dempeus per defensar el seu territori. També són agressius envers els seus depredadors, com ara pitons i aus de presa i se'n defensen amb esgarrapades, mossegades i puntades de peu.
El festeig es produeix majoritàriament a les branques dels arbres. L'embaràs dura aproximadament 13 dies, però després de néixer les cries romandran al marsupi entre sis i set mesos més. Tot i que les femelles disposen de quatre mamelles i poden donar a llum tres cries per ventrada, és rar que n'alletin més de dues. Les cries pesen un màxim d'1 gram en néixer. És la femella la que s'encarrega de cuidar les cries fins que són capaces de valdre's per si mateixes.
La longevitat d'aquests cuscussos en estat salvatge és de fins a onze anys. Un exemplar de cuscús tacat visqué 13,2 anys en captivitat i podria haver assolit l'edat de 17 anys.

## Estat de conservació
Les espècies de Spilocuscus estan recollides a l'Apèndix II del CITES (com a espècies que «no estan necessàriament amenaçades d'extinció, però que podrien estar-ho si no se subjecta el comerç d'espècimens d'aquestes espècies a una regulació estricta per tal d'evitar-ne un ús incompatible amb la seva supervivència»).

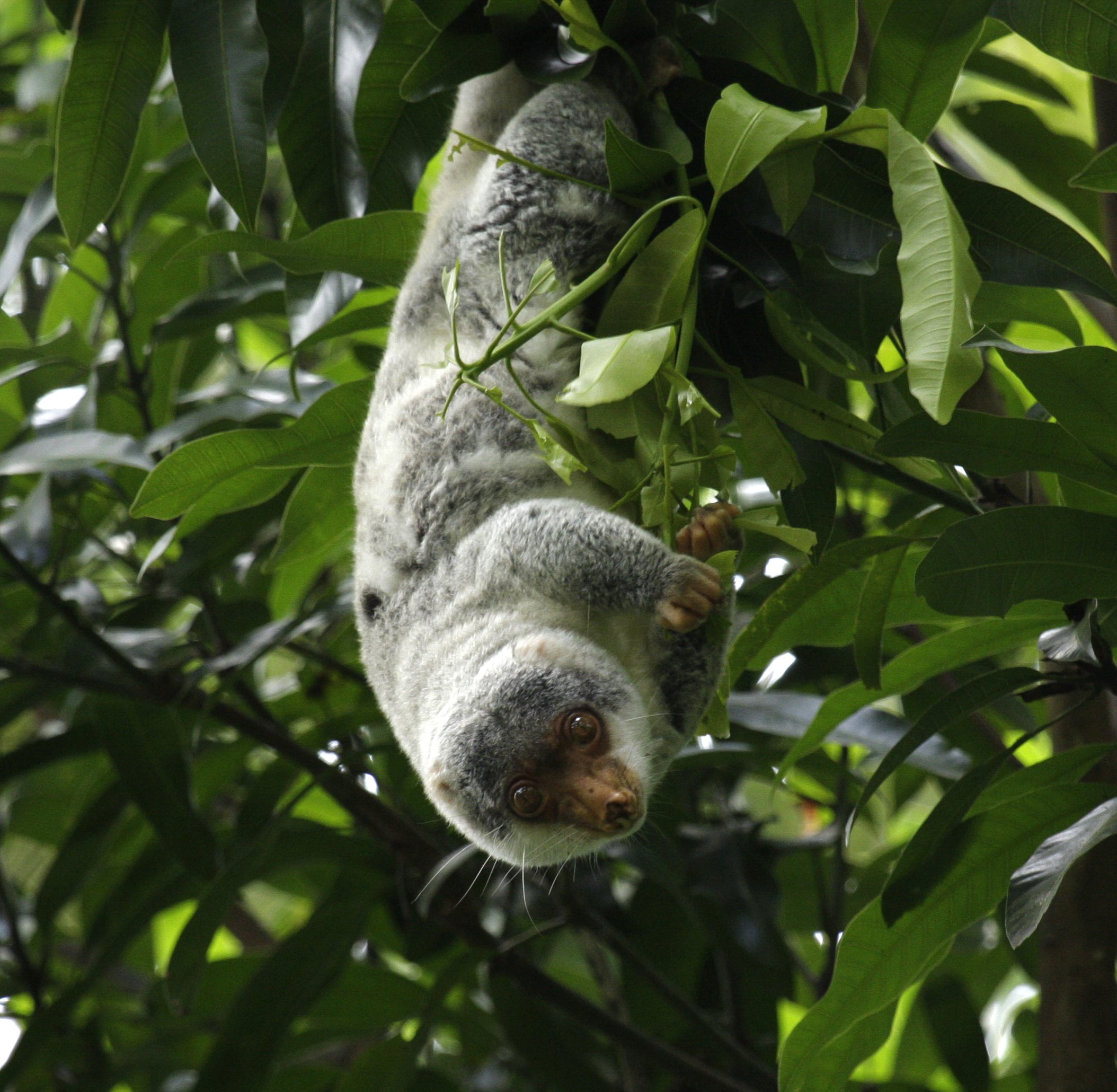
Cuscús tacat a l'Iron Range de Queensland

El cuscús tacat és caçat per la seva carn i el seu pelatge a Nova Guinea, tot i que té molt poca importància econòmica. Malgrat aquesta caça, encara és comú a Nova Guinea i la majoria d'illes on viu, però és molt difícil d'observar a Austràlia, a causa principalment de la seva gran timidesa. Ha estat introduït pels humans a Salayer, Mussau i les illes de Nova Irlanda, on ha prosperat. Es considera que és una espècie de risc mínim gràcies a la seva àmplia distribució geogràfica, la seva capacitat de prosperar en una varietat de medis i la manca de depredadors dominants. Tanmateix, la constant expansió humana, juntament amb l'increment de la demanda de carn i pelatge de cuscús i la destrucció del seu hàbitat natural, podria delmar els cuscussos tacats.
S. kraemeri és una espècie gairebé amenaçada. Tot i ser comú dins del seu hàbitat de menys de 2.000 km², s'està produint una important reducció tant de la qualitat dels seus ecosistemes com de les poblacions, cosa que en anys següents podria fer que es reclassifiqués l'espècie com a vulnerable. Les amenaces més greus són l'augment de la pressió de les poblacions humanes i la baixa fecunditat d'aquest animal.
El cuscús tacat de l'illa Waigeo és considerat una espècie vulnerable perquè només existeix en una illa. Tot i que actualment no representen un problema greu, amenaces potencials com ara una caça més intensiva o una desforestació a gran escala significarien una amenaça més important per aquest animal pel fet que té un hàbitat limitat.
Pel que fa a S. wilsoni, la seva illa nadiua de Biak és la més densament poblada de totes les illes de Papua Occidental i la tala de boscos intensiva ha destruït grans superfícies de bosc a les dècades recents, mentre que els boscos muntanyosos de Supiori estan menys pertorbats. El 1992, una expedició de recerca sobre mamífers de dues setmanes no aconseguí observar S. wilsoni. La seva raresa aparent és destacable, car S. maculatus i S. kraemeri són relativament comuns arreu del seu àmbit de distribució, fins i tot en àrees pertorbades o amb una pressió de caça extremament elevada.
Finalment, el cuscús roig-i-negre és classificat com a espècie en perill crític d'extinció a la Llista Vermella de la UICN, a causa del fet que «se sospita un declivi de la població de més del 80% en tres generacions (és a dir, els últims cinc anys i els deu anys vinents) a causa dels nivells d'explotació i de pèrdua de l'hàbitat (especialment per les concessions a cultius d'oli de palma i la tala forestal)».